# Нарешті популярні
Нарешті популярні (англ. Fame at Last) — американська короткометражна кінокомедія режисера Воллеса Бірі 1916 року.

## У ролях
- Картер Де Хейвен — Тімоті Доббс
- Айвор МакФедден
- Роберт Мілаш
- Маргарет Вістлер